# Virgin (álbum)
Virgin es el primer disco del grupo de rock psicodélico, folk rock y rock progresivo peruano Traffic Sound, lanzado en septiembre de 1969 por el sello MAG. En 2005 el disco fue reeditado por Repsychled Records.

## Lista de canciones
Todas las letras escritas por Manuel Sanguineti.
| Lado A |                                                                     |          |  |
| N.º    | Título                                                              | Duración |  |
| 1.     | «Virgin»                                                            | 3:00     |  |
| 2.     | «Tell The World I'm Alive»                                          | 4:13     |  |
| 3.     | «Yellow Sea Days» (Contiene "March 7th", "March 8th" y "March 9th") | 9:13     |  |
| 16:26  |                                                                     |          |  |

| Lado B |                                     |          |  |
| N.º    | Título                              | Duración |  |
| 4.     | «Jews Caboose»                      | 4:28     |  |
| 5.     | «A Place In Time Call "You And Me"» | 0:33     |  |
| 6.     | «Simple»                            | 3:28     |  |
| 7.     | «Meshkalina»                        | 5:25     |  |
| 8.     | «Last Song»                         | 2:20     |  |
| 16:14  |                                     |          |  |

## Créditos
- Willy Thorne: Bajo, órgano, piano, guitarra, voz.
- Luis Nevares: Batería, vibráfono, percusión, voz.
- Freddy Rizo Patrón: Guitarra, bajo, voz.
- Willy Barclay: Guitarra principal, guitarra, voz principal.
- Manuel Sanguineti: Voz principal, voz, percusión.
- Jean Pierre Magnet: Saxofón, clarinete, flauta, congas, voces.